# Ballwil

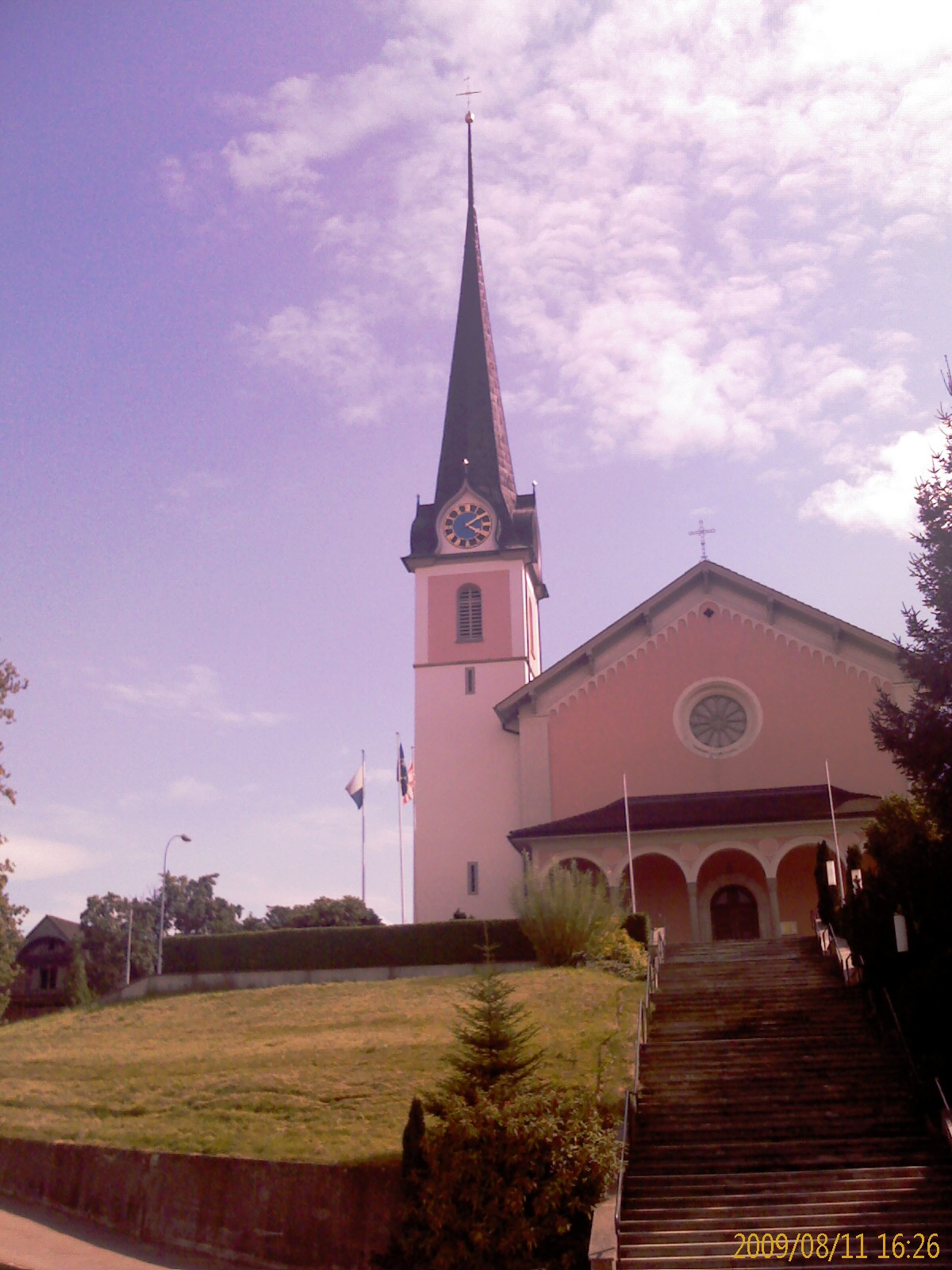

Ballwil est une commune suisse du canton de Lucerne, située dans l'arrondissement électoral de Hochdorf.

Vue aérienne (1962)

## Monuments et curiosités
L'église paroissiale Sainte-Marguerite a été construite en 1847-49 par l'architecte munichois Johann Seidl. Il s'agit du premier édifice religieux de Suisse centrale en style historique, avec voûtes en plein cintre de facture romantique.